# Gouvernement Libanonberg
Das Gouvernement Libanonberg (arabisch جبل لبنان Dschabal Lubnan, DMG Ǧabal Lubnān, auch französisch Mont Liban) ist eines der inzwischen neun Gouvernements des Libanon mit geschätzt 1.712.278 Einwohnern. Der Verwaltungssitz ist in Baabda.
Das Gouvernement umfasst das Kernland des früheren osmanischen Mutesarriflik Libanonberg, das als autonome Provinz wiederum die Keimzelle des modernen Staates Libanon darstellt. Die Distrikte Jbeil und Keserwan wurden laut Beschluss des libanesischen Parlaments vom August 2017 per 7. September 2017 zu dem eigenständigen Gouvernement Keserwan-Jbeil mit Sitz in Jounieh gegründet.

## Distrikte
| Distrikt | Hauptort   |
| -------- | ---------- |
| Baabda   | Baabda     |
| Alayh    | Alayh      |
| Metn     | Jdeideh    |
| Chouf    | Beiteddine |